# Pepi
Pepi este un film românesc din 2006 regizat de Cornel Mihalache.